# Mark H. Sibley
Mark Hastings Sibley, född 1796 i Great Barrington, Massachusetts, död 8 september 1852 i Canandaigua, New York, var en amerikansk politiker (whig). Han var ledamot av USA:s representanthus 1837–1839.
Sibley studerade juridik och inledde 1814 sin karriär som advokat i Canandaigua.
Sibley efterträdde 1837 Francis Granger som kongressledamot och efterträddes två år senare av företrädaren Granger. Han avled 1852 och gravsattes i Canandaigua.